# Албойн Сполетський
Албойн, у 757—758 герцог Сполетський. Отримав герцогство внаслідок виборів, які проводила знать герцогства. папа Римський Стефан II мав намір передати герцогство Беневентське та герцогство Сполетське у сеньйоральну залежність королю Франків. Тому, король лангобардів Дезидерій напав на герцогство Сполетське і привласнив собі цей титул.